# Ostrogotsko kraljestvo
Za druga Italska kraljestva glej: Italsko kraljestvo.
Ostrogotsko kraljestvo je bilo kraljestvo, ki je nastalalo v zgodnjem srednjem veku, oziroma v obodbju pozne antike. Nastanek kraljestva je bil dolgotrajen proces, ki je trajal več desetletij.
Glej tudi:
- Ostrogoti